# Septième circonscription de Paris
Pour les articles homonymes, voir Septième circonscription de Paris de 1958 à 1986 et Septième circonscription de Paris de 1988 à 2012.
La septième circonscription de Paris est l'une des 18 circonscriptions électorales françaises que compte le département de Paris (75) situé en région Île-de-France depuis le redécoupage des circonscriptions électorales réalisé en 2010 et applicable à partir des élections législatives de juin 2012.

## Délimitation de la circonscription
La loi du 23 février 2010 ratifie l'ordonnance du 29 juillet 2009, laquelle détermine la répartition des sièges et la délimitation des circonscriptions pour l'élection des députés.
La circonscription est délimitée ainsi :
- le 4e arrondissement ;
- une partie du 11e arrondissement, comprenant la portion des quatre quartiers de la Folie-Méricourt, Saint-Ambroise, la Roquette et Sainte-Marguerite située à l'ouest d'une ligne définie par les voies suivantes : rue de la Folie-Méricourt, rue de la Fontaine-au-Roi, avenue Parmentier, rue du Chemin-Vert, rue Saint-Maur, rue Léon-Frot, rue de Charonne et rue Faidherbe ;
- une partie du 12e arrondissement, comprenant le quartier des Quinze-Vingts.

Cette délimitation s'applique donc à partir de la XIVe législature de la Cinquième République française.
Cette septième circonscription de Paris correspond à l'adjonction d'une partie de la précédente première circonscription (le 4e arrondissement), du quart ouest de la sixième et de la partie ouest de la septième.

## Députés
| Législature | Début de mandat | Fin de mandat   | Parti | Parti | Député            | Observations |
| ----------- | --------------- | --------------- | ----- | ----- | ----------------- | --- |
| XIVe        | 20 juin 2012    | 20 juin 2017    |       | PS    | Patrick Bloche    | Également maire du 11ème arrondissement jusqu'en 2014. |
| XVe         | 21 juin 2017    | 21 juin 2022    |       | LREM  | Pacôme Rupin      | |
| XVIe        | 21 juin 2022    | 23 juillet 2022 |       | REN   | Clément Beaune    | Désigné ministre des Transports au sein du gouvernement de la Première Ministre Élisabeth Borne, Clément Beaune laisse son siège à sa suppléante Clara Chassaniol le 23 juillet 2022. Il le récupère le 12 février 2024. Fin de mandat en raison de la dissolution de l'Assemblée nationale par Emmanuel Macron. |
| XVIe        | 23 juillet 2022 | 11 février 2024 |       | REN   | Clara Chassaniol  | Désigné ministre des Transports au sein du gouvernement de la Première Ministre Élisabeth Borne, Clément Beaune laisse son siège à sa suppléante Clara Chassaniol le 23 juillet 2022. Il le récupère le 12 février 2024. Fin de mandat en raison de la dissolution de l'Assemblée nationale par Emmanuel Macron. |
| XVIe        | 12 février 2024 | 9 juin 2024     |       | REN   | Clément Beaune    | Désigné ministre des Transports au sein du gouvernement de la Première Ministre Élisabeth Borne, Clément Beaune laisse son siège à sa suppléante Clara Chassaniol le 23 juillet 2022. Il le récupère le 12 février 2024. Fin de mandat en raison de la dissolution de l'Assemblée nationale par Emmanuel Macron. |
| XVIIe       | 18 juillet 2024 | en cours        |       | PS    | Emmanuel Grégoire | Premier adjoint à la maire de Paris de 2018 à 2024. |

## Résultats électoraux

### Élections législatives de 2012
Les élections législatives se sont déroulées les dimanches 10 et 17 juin 2012.
| Candidat                          | Candidat               | Parti                     | Premier tour | Premier tour | Second tour | Second tour |  |
| Candidat                          | Candidat               | Parti                     | Voix         | %            | Voix        | %           |  |
| --------------------------------- | ---------------------- | ------------------------- | ------------ | ------------ | ----------- | ----------- |  |
|                                   | Patrick Bloche élu     | PS                        | 20 553       | 46,63        | 27 724      | 67,57       |  |
|                                   | Claude-Annick Tissot   | UMP                       | 10 474       | 23,76        | 13 305      | 32,43       |  |
|                                   | Catherine Vieu-Charier | FG (PCF)                  | 3 294        | 7,47         |             |             |  |
|                                   | Corine Faugeron        | EÉLV                      | 3 242        | 7,36         |             |             |  |
|                                   | Tiphaine Leost         | RBM (FN)                  | 2 019        | 4,58         |             |             |  |
|                                   | Jacky Majda            | CpF (MoDem)               | 1 159        | 2,63         |             |             |  |
|                                   | Anne Lebreton          | PRV                       | 641          | 1,45         |             |             |  |
|                                   | Stéphanie Geisler      | Pirate                    | 415          | 0,94         |             |             |  |
|                                   | Ivan Mouton            | Divers écologiste         | 298          | 0,68         |             |             |  |
|                                   | Bruno Moschetto        | MRC                       | 283          | 0,64         |             |             |  |
|                                   | Christiane Spilman     | DLR                       | 251          | 0,57         |             |             |  |
|                                   | Élisabeth Castel       | NC                        | 229          | 0,52         |             |             |  |
|                                   | Isabelle Laeng         | Divers (Parti du plaisir) | 224          | 0,51         |             |             |  |
|                                   | Éliane Guilleminot     | AÉI                       | 213          | 0,48         |             |             |  |
|                                   | Stéphane Rey           | NPA                       | 168          | 0,38         |             |             |  |
|                                   | Isabelle Voitier       | PCD                       | 144          | 0,33         |             |             |  |
|                                   | Anne Teurtroy          | ALT (GA, PCRO)            | 139          | 0,32         |             |             |  |
|                                   | Louis Raynaud          | PVB                       | 131          | 0,30         |             |             |  |
|                                   | Philippe Marsault      | LO                        | 111          | 0,25         |             |             |  |
|                                   | Christiane Chavane     | Divers droite             | 70           | 0,16         |             |             |  |
|                                   | Mark Mosio             | MOC                       | 16           | 0,04         |             |             |  |
|                                   |                        |                           |              |              |             |             |  |
| Inscrits                          | Inscrits               | Inscrits                  | 72 464       | 100,00       | 72 451      | 100,00      |  |
| Abstentions                       | Abstentions            | Abstentions               | 28 068       | 38,73        | 30 460      | 42,04       |  |
| Votants                           | Votants                | Votants                   | 44 396       | 61,27        | 41 991      | 57,96       |  |
| Blancs et nuls                    | Blancs et nuls         | Blancs et nuls            | 322          | 0,73         | 962         | 2,29        |  |
| Exprimés                          | Exprimés               | Exprimés                  | 44 074       | 99,27        | 41 029      | 97,71       |  |
| Source : Ministère de l'Intérieur |                        |                           |              |              |             |             |  |

### Élections législatives de 2017
Les élections législatives se sont déroulées les dimanches 11 et 18 juin 2017.
|                                                                       |                                                                                                |                           |                           |                          |                          |
|                                                                       |                                                                                                | Premier tour 11 juin 2017 | Premier tour 11 juin 2017 | Second tour 18 juin 2017 | Second tour 18 juin 2017 |
|                                                                       |                                                                                                |                           |                           |                          |                          |
|                                                                       |                                                                                                | Nombre                    | % des inscrits            | Nombre                   | % des inscrits           |
| Inscrits                                                              | Inscrits                                                                                       | 76 058                    | 100,00                    | 76 054                   | 100,00                   |
| Abstentions                                                           | Abstentions                                                                                    | 30 517                    | 40,12                     | 38 325                   | 50,39                    |
| Votants                                                               | Votants                                                                                        | 45 541                    | 59,88                     | 37 729                   | 49,61                    |
|                                                                       |                                                                                                |                           | % des votants             |                          | % des votants            |
| Bulletins blancs                                                      | Bulletins blancs                                                                               | 308                       | 0,68                      | 1 937                    | 5,13                     |
| Bulletins nuls                                                        | Bulletins nuls                                                                                 | 135                       | 0,30                      | 664                      | 1,76                     |
| Suffrages exprimés                                                    | Suffrages exprimés                                                                             | 45 098                    | 99,03                     | 35 128                   | 93,11                    |
|                                                                       |                                                                                                |                           |                           |                          |                          |
| Candidat Étiquette politique (partis et alliances)                    | Candidat Étiquette politique (partis et alliances)                                             | Voix                      | % des exprimés            | Voix                     | % des exprimés           |
|                                                                       |                                                                                                |                           |                           |                          |                          |
|                                                                       | Pacôme Rupin La République en marche                                                           | 19 381                    | 42,98                     | 19 637                   | 55,90                    |
|                                                                       | Patrick Bloche (député sortant) Parti socialiste                                               | 7 202                     | 15,97                     | 15 491                   | 44,10                    |
|                                                                       | Jean-Charles Lallemand La France insoumise                                                     | 5 280                     | 11,71                     |                          |                          |
|                                                                       | Vincent Roger Les Républicains (Union des démocrates et indépendants)                          | 4 436                     | 9,84                      |                          |                          |
|                                                                       | Corine Faugeron Europe Écologie Les Verts                                                      | 2 946                     | 6,53                      |                          |                          |
|                                                                       | Isabelle Cochard Front national                                                                | 1 113                     | 2,47                      |                          |                          |
|                                                                       | Sandra Fellous Divers droite                                                                   | 1 096                     | 2,43                      |                          |                          |
|                                                                       | Nicolas Bonnet-Oulaldj Parti communiste français (République et socialisme)                    | 913                       | 2,02                      |                          |                          |
|                                                                       | Gabrielle Nereuil Divers (Parti pirate)                                                        | 639                       | 1,42                      |                          |                          |
|                                                                       | Julie Martin Divers (Parti animaliste)                                                         | 464                       | 1,03                      |                          |                          |
|                                                                       | David Arault Divers gauche (Nouvelle Donne)                                                    | 319                       | 0,71                      |                          |                          |
|                                                                       | Caroline Duez Debout la France                                                                 | 307                       | 0,68                      |                          |                          |
|                                                                       | Michèle Royez Divers (Union populaire républicaine)                                            | 284                       | 0,63                      |                          |                          |
|                                                                       | Matthieu Quadrelli Divers droite (Parti chrétien-démocrate)                                    | 197                       | 0,44                      |                          |                          |
|                                                                       | Isabelle "Cindy Lee" Laeng Divers (Parti du plaisir - Union des démocrates et des écologistes) | 195                       | 0,43                      |                          |                          |
|                                                                       | Aurélia Petit Lutte ouvrière                                                                   | 162                       | 0,36                      |                          |                          |
|                                                                       | Jérémy Derny Divers gauche (Mouvement des progressistes)                                       | 94                        | 0,21                      |                          |                          |
|                                                                       | Marie-Sophie Cazin Divers (Allons enfants !)                                                   | 56                        | 0,12                      |                          |                          |
|                                                                       | Thibert Bullier Divers (Autrement)                                                             | 13                        | 0,03                      |                          |                          |
|                                                                       | Iman El Gohary Divers droite                                                                   | 1                         | 0,00                      |                          |                          |
| Source : Ministère de l'Intérieur - Septième circonscription de Paris |                                                                                                |                           |                           |                          |                          |

### Élections législatives de 2022
Les élections législatives françaises de 2022 ont eu lieu les dimanches 12 et 19 juin 2022.
|                                                    |                                                                                    |                           |                           |                          |                          |
|                                                    |                                                                                    | Premier tour 12 juin 2022 | Premier tour 12 juin 2022 | Second tour 19 juin 2022 | Second tour 19 juin 2022 |
|                                                    |                                                                                    |                           |                           |                          |                          |
|                                                    |                                                                                    | Nombre                    | % des inscrits            | Nombre                   | % des inscrits           |
| Inscrits                                           | Inscrits                                                                           | 80 258                    | 100                       | 80 255                   | 100                      |
| Abstentions                                        | Abstentions                                                                        | 32 846                    | 40,93                     | 33 447                   | 41.68                    |
| Votants                                            | Votants                                                                            | 47 412                    | 59.07                     | 46 808                   | 58.32                    |
|                                                    |                                                                                    |                           | % des votants             |                          | % des votants            |
| Bulletins blancs                                   | Bulletins blancs                                                                   | 453                       | 0,96                      | 1195                     | 2.55                     |
| Bulletins nuls                                     | Bulletins nuls                                                                     | 165                       | 0,35                      | 439                      | 0.94                     |
| Suffrages exprimés                                 | Suffrages exprimés                                                                 | 46 794                    | 98,70                     | 45 174                   | 96.51                    |
|                                                    |                                                                                    |                           |                           |                          |                          |
| Candidat Étiquette politique (partis et alliances) | Candidat Étiquette politique (partis et alliances)                                 | Voix                      | % des exprimés            | Voix                     | % des exprimés           |
|                                                    |                                                                                    |                           |                           |                          |                          |
|                                                    | Caroline Mécary Nouvelle Union populaire écologique et sociale La France insoumise | 19 373                    | 41,40                     | 22 258                   | 49,27                    |
|                                                    | Clément Beaune Ensemble                                                            | 16 755                    | 35,81                     | 22 916                   | 50,73                    |
|                                                    | Aurélien Véron Les Républicains                                                    | 2 370                     | 5,06                      |                          |                          |
|                                                    | Constance Delétang Reconquête                                                      | 1 777                     | 3,80                      |                          |                          |
|                                                    | Anne Daguenel Rassemblement national                                               | 1 503                     | 3,21                      |                          |                          |
|                                                    | Rodrigue Flahaut-Prevot Parti radical de gauche                                    | 1 114                     | 2,38                      |                          |                          |
|                                                    | Philippe Mazuel Fédération de la gauche républicaine                               | 982                       | 2,10                      |                          |                          |
|                                                    | Naïma Moghir Écologie au centre                                                    | 911                       | 1,95                      |                          |                          |
|                                                    | Gaspard Chameroy Équinoxe                                                          | 848                       | 1,81                      |                          |                          |
|                                                    | Thomas Moulins Parti animaliste                                                    | 606                       | 1,30                      |                          |                          |
|                                                    | Aurélia Petit Lutte ouvrière                                                       | 302                       | 0,65                      |                          |                          |
|                                                    | Isabelle "Cindy Lee" Laeng Parti du plaisir                                        | 220                       | 0,47                      |                          |                          |
|                                                    | Louis Claudio Divers centre                                                        | 33                        | 0,07                      |                          |                          |

Le recours formulé par Caroline Mecary (LFI) est rejeté en janvier 2023 par le Conseil constitutionnel,.

### Élections législatives de 2024
| Candidat                 | Candidat                 | Parti et coalition       | Nuances                  | Premier tour | Premier tour |
| Candidat                 | Candidat                 | Parti et coalition       | Nuances                  | Voix         | %            |
| ------------------------ | ------------------------ | ------------------------ | ------------------------ | ------------ | ------------ |
|                          | Emmanuel Grégoire        | PS (NFP)                 | UG                       | 30 974       | 50,87        |
|                          | Clément Beaune           | RE (ENS)                 | ENS                      | 19 958       | 32,77        |
|                          | Céline Tacher            | RN                       | RN                       | 4 815        | 7,91         |
|                          | Aurélien Véron           | LR                       | LR                       | 3 010        | 4,94         |
|                          | Jason Reyes              | REC                      | REC                      | 655          | 1,08         |
|                          | Philippe Mazuel          | PACE (RAS)               | DVC                      | 596          | 0,98         |
|                          | Sophie Lacaze            | Équinoxe                 | ECO                      | 532          | 0,87         |
|                          | Aurélia Petit            | LO                       | EXG                      | 289          | 0,47         |
|                          | Anne Grau                | Volt                     | DVC                      | 65           | 0,11         |
|                          | Stéphanie Blanc          | NPA-R                    | EXG                      | 0            | 0,00         |
|                          |                          |                          |                          |              |              |
| Suffrages exprimés       | Suffrages exprimés       | Suffrages exprimés       | Suffrages exprimés       | 60 894       | 99,01        |
| Votes blancs             | Votes blancs             | Votes blancs             | Votes blancs             | 424          | 0,69         |
| Votes nuls               | Votes nuls               | Votes nuls               | Votes nuls               | 182          | 0,3          |
| Total                    | Total                    | Total                    | Total                    | 61 500       | 100          |
| Abstention               | Abstention               | Abstention               | Abstention               | 18 864       | 23,47        |
| Inscrits / participation | Inscrits / participation | Inscrits / participation | Inscrits / participation | 80 364       | 76,53        |

La suppléante d'Emmanuel Grégoire est Dorine Bregman, adjointe au maire de Paris-Centre.